# Кузьйольське сільське поселення
Кузьйо́льське сільське поселення (рос. Кузьёльское сельское поселение) — муніципальне утворення у складі Койгородського району Республіки Комі, Росія. Адміністративний центр — селище Кузьйоль.
2018 року до складу сільського поселення була включена територія ліквідованого Комського сільського поселення (селища Ком, Усть-Воктим).

## Населення
Населення — 234 особи (2017, 380 у 2010, 629 у 2002, 1085 у 1989).

## Склад
До складу поселення входять такі населені пункти:
| Населений пункт     | Населення, осіб (1989) | Населення, осіб (2002) | Населення, осіб (2010) |
| ------------------- | ---------------------- | ---------------------- | ---------------------- |
| Ком, селище         | 234                    | 120                    | 46                     |
| Кузьйоль, селище    | 621                    | 368                    | 294                    |
| Усть-Воктим, селище | 230                    | 141                    | 43                     |